# Dracula... Ti succhio
Dracula... Ti succhio (Dracula Sucks) è un film pornografico statunitense del 1979, diretto da Philips Marshall e con protagonisti John Holmes, Seka e Jamie Gillis.
Fu uno fra i primi film pornografici stranieri ad uscire nelle sale in Italia in versione integrale senza tagli. Una versione alternativa del film con un montaggio differente, fu distribuita con il titolo Lust at First Bite.

## Trama
Ricostruzione delle varie avventure erotiche di Dracula. In un istituto psichiatrico i pazienti si comportano in modo strano e vengono trovati con segni di morsi sul collo. Il professor Van Helsing crede che sia opera di vampiri e proprio quando le cose vanno male, il tutto peggiora con l'arrivo del conte Dracula.

## Frase di lancio italiana
«Questa volta Dracula non succhia... Viene succhiato!»

## Accoglienza
Kristen Sollee della rivista Bustle definì il film "una gemma della prima ondata di horror porno."

## Home video
Nell'ottobre 2014 la Vinegar Syndrome ha distribuito il film in formato DVD. Nell'agosto 2018 la stessa azienda ha distribuito Dracula Sucks in Blu-ray come parte della loro serie 5 Films 5 Years Volume #3, insieme ad altri quattro film.